# Parahexyl
Parahexyl ist ein synthetisches Homolog von THC, das 1949 bei Versuchen erfunden wurde, die Struktur von Δ9-THC, einem der aktiven Bestandteile von Cannabis, aufzuklären.

## Chemischer Aufbau
Parahexyl ähnelt in Struktur und Wirkung dem THC und unterscheidet sich nur durch die Position einer Doppelbindung und die Verlängerung der 3-Pentyl-Kette um eine CH2-Gruppe zu n-Hexyl. Parahexyl erzeugt bei Tieren Wirkungen, die für andere Cannabinoid-Rezeptor-Agonisten typisch sind. Es hat eine etwas höhere orale Bioverfügbarkeit als THC selbst, ist aber ansonsten sehr ähnlich. Vermutlich wirkt es als CB1-Agonist auf die gleiche Weise wie THC, aber da seit der Entdeckung des CB1-Rezeptors keine Forschungsarbeiten mit Parahexyl veröffentlicht wurden, ist dies nicht endgültig bestätigt.
Mitte des 20. Jahrhunderts wurde Parahexyl gelegentlich als Anxiolytikum verwendet, wobei die Dosierung von 5 mg bis 90 mg reichte.
Aufgrund seiner strukturellen Ähnlichkeit und seines ähnlichen Wirkungsprofils wie THC wurde Parahexyl 1982 durch die UN-Konvention verboten. Parahexyl wurde in die restriktivste Liste 1 aufgenommen, da es keine medizinische Verwendung hat, obwohl die medizinische Verwendung von Cannabinoiden inzwischen bekannt ist.